# مشجب (تعز)
مشجب هي إحدى قرى الجمهورية اليمنية. تتبع جغرافيا لمحافظة تعز وإداريًا لمديرية ماوية. يبلغ تعداد سكانها 2475 نسمة حسب الإحصاء الذي أجري عام 2004.